# Stacja dokująca
Stacja dokująca, replikator portów – urządzenie rozszerzające funkcjonalność innych urządzeń, najczęściej laptopa. Często także umożliwia ładowanie baterii sprzętu przyłączonego.
Stacje dokujące w prosty sposób zapewniają możliwość podłączenia sprzętu mobilnego, takiego jak kamery cyfrowe, laptopy, odtwarzacze mp3 i palmtopy do urządzeń peryferyjnych. Laptop może zyskać funkcjonalność desktopa (pot. komputera stacjonarnego), gdy zostanie do niego przyłączona stacja dokująca, równocześnie nie tracąc swojej mobilności.
Zależnie od możliwości technicznych, stacja dokująca może być przyłączana i odłączana po uprzednim wyłączeniu laptopa lub bez (ang. hot plug). Czasem wyłączenie komputera nie jest wymagane, lecz zachodzi potrzeba wprowadzenia notebooka w tryb uśpienia.

## Galeria

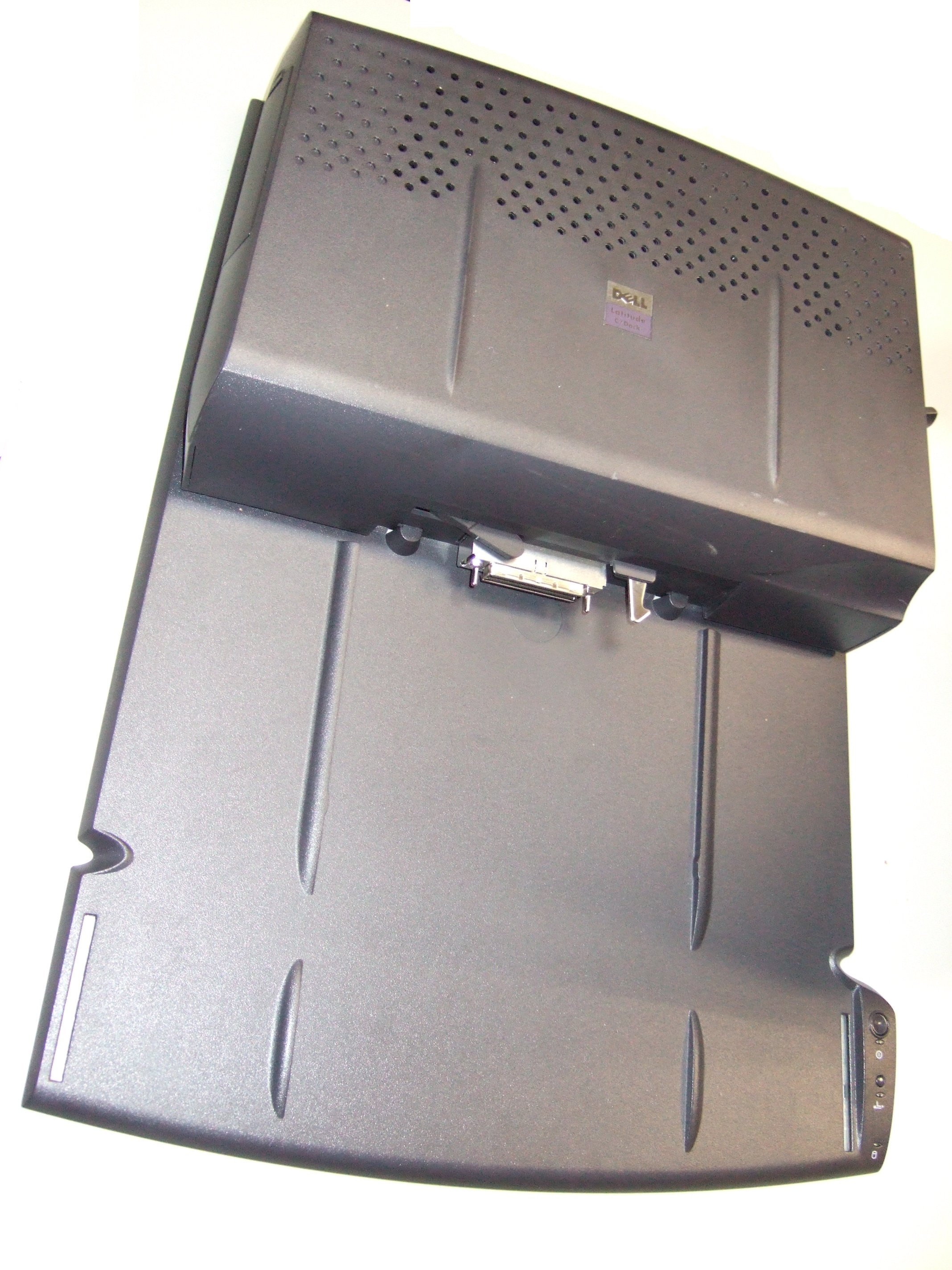
Stacja dokująca
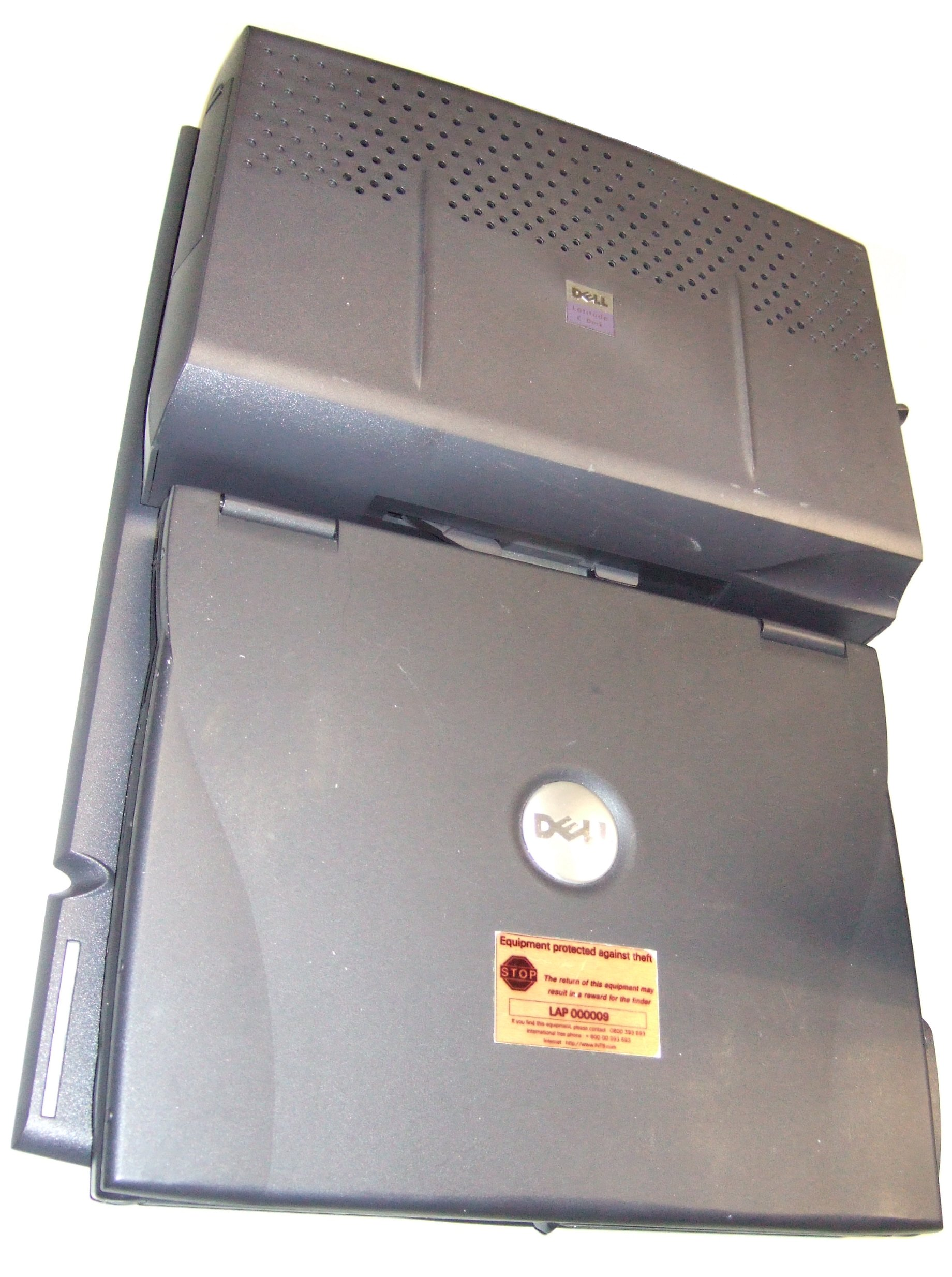
Stacja dokująca z przyłączonym laptopem
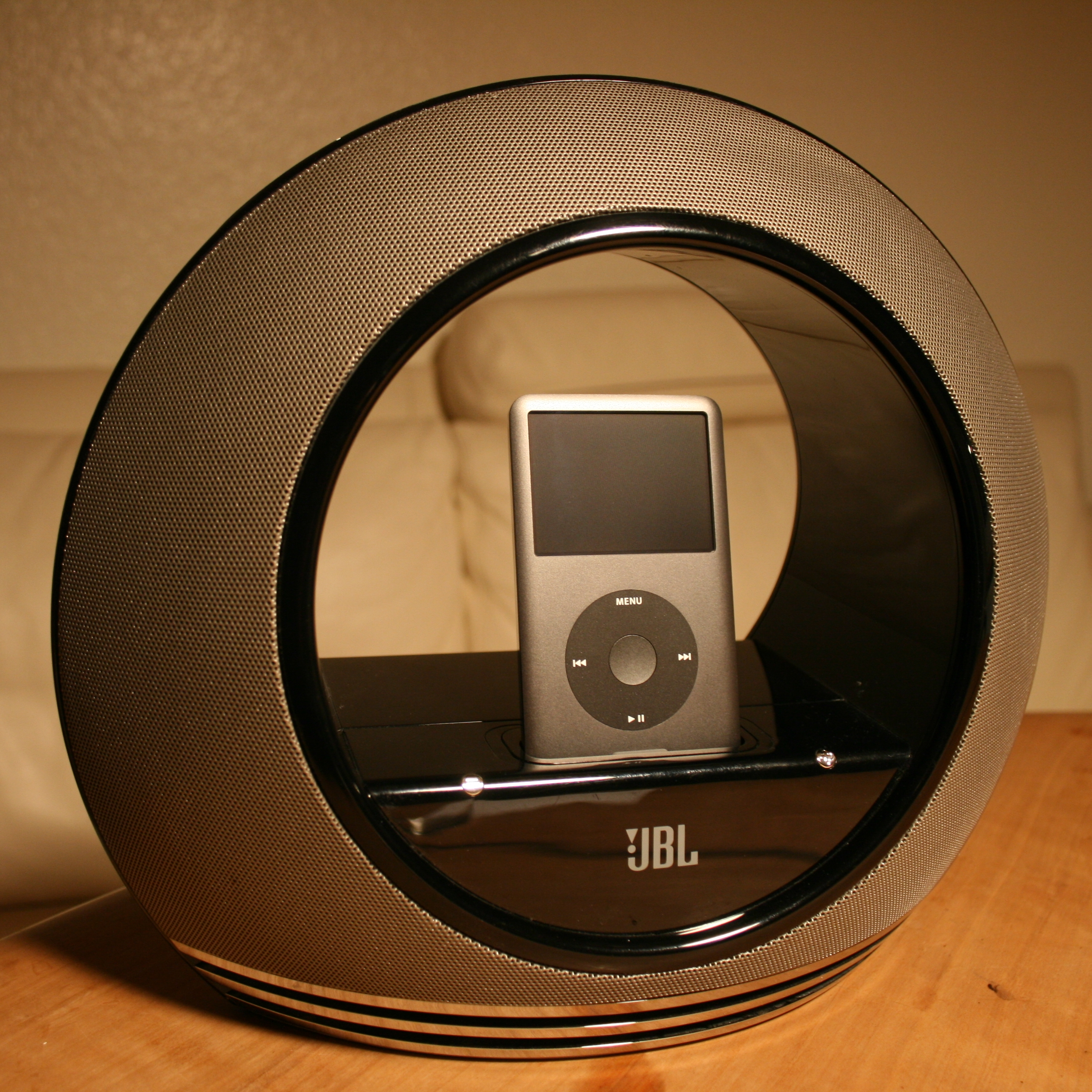
Stacja dokująca Radial/JBL z wbudowanym głośnikiem i przyłączonym iPodem